# Anne Riitta Ciccone
Anne Riitta Ciccone (Helsinki, 19 luglio 1967) è una regista e sceneggiatrice finlandese naturalizzata italiana.

## Biografia
Di padre siciliano e madre finlandese, laureata in filosofia nel 1991, è stata assistente e aiuto regista dal 1984 al 1996 di Nanni Loy, Donato Castellaneta, Maurizio Panici, Angelo Longoni, Ennio Coltorti .
Fa parte della giuria del Premio Solinas.
Nel 2010 il cineclub Filmstudio di Roma le ha dedicato una retrospettiva.

## Filmografia

### Regista
- Banana Splatter - cortometraggio (1999)
- Le sciamane (2000)[4]
- L'amore di Marja (Marjan rakkaus) (2002)[5]
- Il prossimo tuo (Sinun kanssasi) (2008)[6]
- La luce, episodio del film All Human Rights for All (2008)
- Victims - cortometraggio (2010)[7]
- I'm - Infinita come lo spazio (2017)
- Gli immortali (2024)

### Sceneggiatrice
- Banana Splatter, regia di Anne Riitta Ciccone - cortometraggio (1999)
- Le sciamane, regia di Anne Riitta Ciccone (2000)[4]
- Benzina, regia di Monica Stambrini (2001)
- L'amore di Marja (Marjan rakkaus), regia di Anne Riitta Ciccone (2002)[5]
- Voce del verbo amore, regia di Andrea Manni (2007)
- Il prossimo tuo (Sinun kanssasi), regia di Anne Riitta Ciccone (2008)[6]
- La luce, episodio del film All Human Rights for All, regia di Anne Riitta Ciccone (2008)
- I'm - Infinita come lo spazio, regia di Anne Riitta Ciccone (2017)
- Gli immortali, regia di Anne Riitta Ciccone (2024)

### Interventi in documentari
- Di me cosa ne sai, regia di Valerio Jalongo (2009)
- Registe, regia di Diana Dell'Erba (2014)[8]